# Алгинський сільський округ (Махамбетський район)
Алги́нський сільський округ (каз. Алға ауылдық округі, рос. Алгинский сельский округ) — адміністративна одиниця у складі Махабетського району Атирауської області Казахстану. Адміністративний центр та єдиний населений пункт — село Алга.
Населення — 2051 особа (2021; 1859 у 2009, 1746 у 1999, 1615 у 1989).
Станом на 1989 рік існувала Алгинська сільська рада (село Алга).